# Araçá-cinzento
O araçá-cinzento (Psidium cinereum) é um arbusto frutífero da família das mirtáceas.
Outros nomes populares: araçá, araçá-do-campo.
A espécie tem 7 variedades:
- Psidium cinereum var. angustifolium O. Berg 1857
- Psidium cinereum var. brevipes O. Berg
- Psidium cinereum var. cinereum
- Psidium cinereum var. grandifolium O. Berg
- Psidium cinereum var. incanescens (Mart. ex DC.) Legr.
- Psidium cinereum var. intermedium O. Berg
- Psidium cinereum var. paraguariae

## Características
Arbusto caducifólio de até 2 m de altura, com todas as partes de cor acinzentada.
As folhas cartáceas são aromáticas, com até 6 cm de comprimento. As flores axilares brancas são grande spara o comum do gênero Psidium.
Os frutos são bagas ovóides, verde-amareladas, com polpa suculenta de sabor doce-ácido.
Floresce de setembro a dezembro, e os frutos amadurecem de janeiro a março.

## Ocorrência
Planta pouco freqüente na natureza, ocorre no domínio da Mata Atlântica do Brasil (Minas Gerais e São Paulo), nos cerrados e campos cerrados, e na Guiana, Paraguai e Venezuela.
Está na lista de espécies ameaçadas da IUCN.
É pouco cultivada porque seus frutos, consumidos in natura, são pouco apreciados.